# پی‌اس راید
پی‌اس راید (به انگلیسی: PS Ryde) یک کشتی بود که طول آن ۲۱۶ فوت ۰ اینچ (۶۵٫۸۴ متر) بود. این کشتی در سال ۱۹۳۷ ساخته شد.